# 南蛇井駅
南蛇井駅（なんじゃいえき）は、群馬県富岡市南蛇井にある上信電鉄上信線の駅である。日曜および隔週土曜と平日の閑散時間帯は駅員無配置となる。難読駅であり、その語感から珍駅名としても知られる。

## 歴史
- 1897年（明治30年）7月7日：開業[2]。

## 駅構造

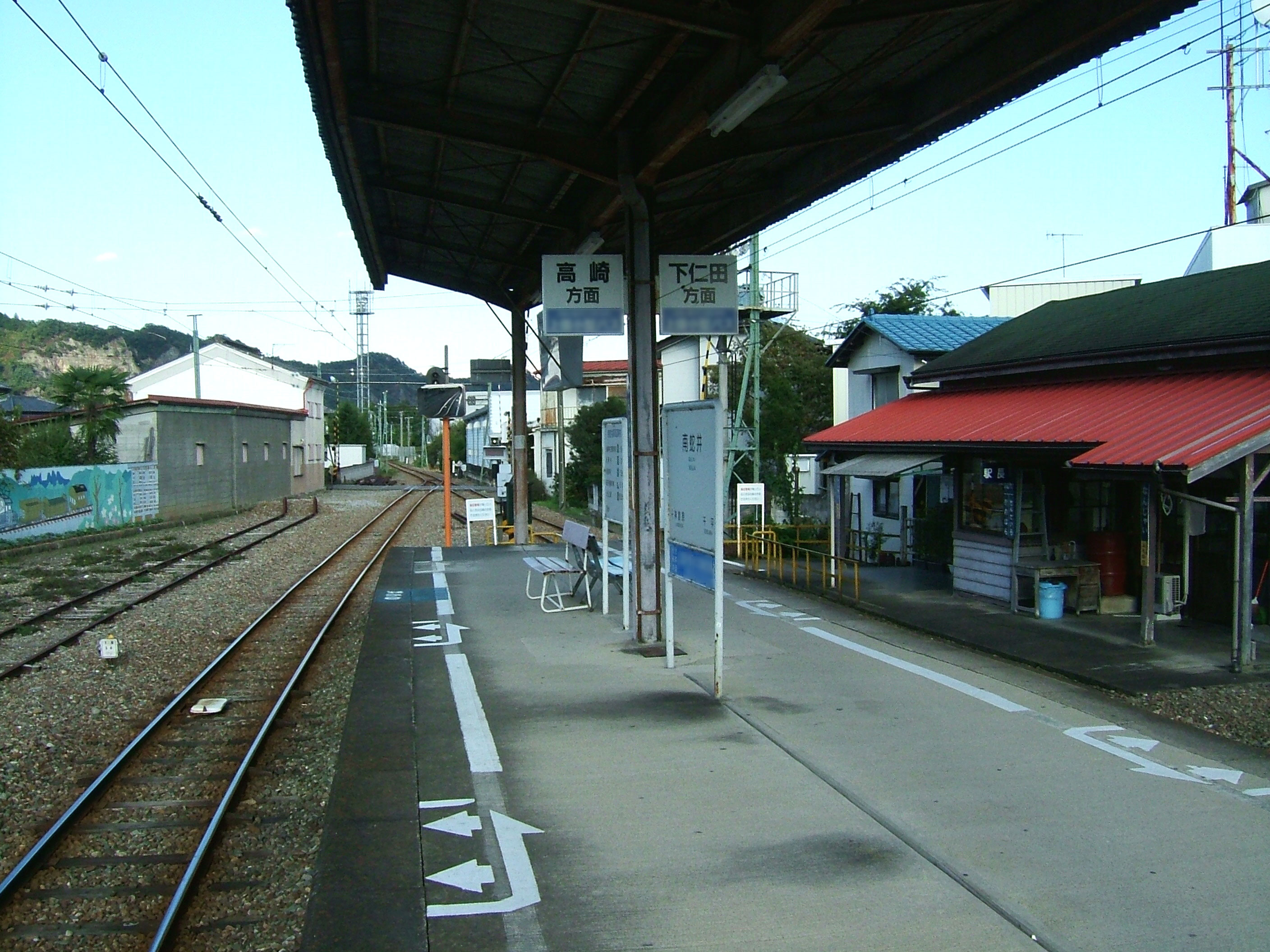
ホーム（2008年10月）

島式ホーム1面2線の地上駅で、木造駅舎を有する。便所は水洗式になった（温水洗浄器付）。

### のりば
| 番号   | 路線    | 方向 | 行先       |
| ------ | ------- | ---- | ---------- |
| 駅舎側 | ■上信線 | 下り | 下仁田方面 |
| 反対側 | ■上信線 | 上り | 高崎方面   |

## 利用状況
1日の平均乗車人員は以下のとおりである。
| 年度 | 1日平均人数 |
| ---- | ----------- |
| 2007 | 131         |
| 2008 | 129         |
| 2009 | 121         |
| 2010 | 104         |
| 2011 | 99          |
| 2012 | 107         |
| 2013 | 123         |
| 2014 | 116         |
| 2015 | 110         |
| 2016 | 108         |
| 2017 | 99          |
| 2018 | 96          |
| 2019 | 87          |
| 2020 | 70          |
| 2021 | 75          |
| 2022 | 77          |

## 駅周辺
- 南蛇井郵便局
- 富岡市立吉田小学校
- 群馬県道48号下仁田安中倉渕線
- 神成山 - 上信電鉄の有志により、ハイキング道が整備されている。

## その他
- 南蛇井という地名の由来については諸説ある｡
  - 『群馬県の地名』（日本歴史地名大系10、平凡社）の「南蛇井村」の項では、"「大日本史」に「那射、今ノ南蛇井村」と記されるように、「和名抄」那射（なさ）郷に比定される。近世史料には「南才」（ナンサイ、ナンザイ）と書いたものが多い。"とある[4][5][6]。
  - 同書の「那射郷」の項では、"「和名抄」では訓を欠く。「日本地理志料」「大日本地名辞書」は「奈坐」と読んでいる。南は「な」、蛇は「さ」と読める。この地は渓口にあたり湧水があり、これを井戸として使用したところから「那射の井」の名が起こったのであろう。したがって南蛇井を那射郷の遺名とみる。"とある[4][7]。
  - 那射は「川が流れて広い所」を指すアイヌ語の「ナサ、ナサイ」が元で、それが「なんじゃい」に変化したとの説もある[4]。
  - 『富岡市史 民俗編』に記す伝説では、かつては北の蛇井戸・南の蛇井戸と二つの井戸があったといい、北の蛇井戸は山崩れでなくなったが、南の蛇井戸から名前を取って「南蛇井」の大字としたという。また、蛇井戸の由来として、次の伝説がある。"現在の吉田小学校の北に「蛇の井」という井戸が昔あった。ここから大蛇が出て来て、雲を呼び、雨を降らせ、鏑川の水を溢れさせた。"[8]
- 「幻の山野草」とされるオキナグサが駅構内に多数植えられている[4]
- JR東日本長野支社小海線営業所が沿線に名所を誕生させるため、長野県公共嘱託登記土地家屋調査士協会に調査を依頼したところ、日本で海から一番遠い地点から約6 kmの場所にある海瀬駅が、新潟県糸魚川市の海岸線から112.77 kmの地点にあり、当駅が日本で2番目に海岸から離れた駅（神奈川県小田原市の海岸から112.05 km離れ、海瀬駅とは約700 m差）であると判明した[9]。

## 隣の駅
上信電鉄
■上信線
神農原駅 - 南蛇井駅 - 千平駅